# بني الفحيل (عبس)

تعديل مصدري - تعديل

بني الفحيل هي إحدى قرى عزلة قطبة بمديرية عبس التابعة لمحافظة حجة، بلغ تعداد سكانها 123 نسمة حسب تعداد اليمن لعام 2004.